# قصر سو
قصر سو هو شاتو يقع في بلدة سو في ضواحي باريس، فرنسا.